# 2008年北京オリンピックのメキシコ選手団
2008年北京オリンピックのメキシコ選手団（2008ねんペキンオリンピックのメキシコせんしゅだん）は、2008年8月8日から8月24日にかけて中国の北京を主として開催された2008年北京オリンピックのメキシコ選手団、およびその競技結果。

## 概要
今大会は金メダル2個、銅メダル2個の合計4個のメダルを獲得した。

## メダル
| メダル | 選手名                                  | 競技                 | 種目                  |
| ------ | --------------------------------------- | -------------------- | --------------------- |
| 金     | ペレス・ギジェルモ                      | テコンドー           | 男子58kg級            |
| 金     | マリア・エスピノサ                      | テコンドー           | 女子67kg超級          |
| 銅     | パオラ・エスピノサ タチアナ・オルティス | 飛込                 | 女子10mシンクロ高飛込 |
| 銅     | ダマリス・アギーレ                      | ウエイトリフティング | 女子75kg級            |